# Krzysztof Kamiński (judoka)
Krzysztof Kamiński (ur. 11 września 1963 w Gdańsku) – polski judoka, medalista mistrzostw Europy, olimpijczyk z Barcelony 1992.

## Kariera sportowa
W trakcie kariery sportowej reprezentował AZS-AWF Gdańsk. Wielokrotny medalista Mistrzostwa Polski w judo:
- złoty 
  - w wadze 78 kg w latach 1989, 1990, 1991
- srebrny
  - w wadze 71 kg w latach 1987, 1988
- brązowy
  - w wadze 71 kg w latach 1984, 1986

Brązowy medalista mistrzostw Europy w Pampelunie w 1988 roku w wadze 71 kg oraz w Pradze w roku 1991 w wadze 78 kg.
Na igrzyskach w Barcelonie wystartował w wadze półśredniej odpadając w eliminacjach (został sklasyfikowany na 18. miejscu).